# Freyella
Freyella is een geslacht van zeesterren (Asteroidea) uit de familie Brisingidae. Het zijn uitsluitend soorten die in diep water leven. De naam van het geslacht is afgeleid van Freya, in de Noordse mythologie draagster van het brisingamen, waarnaar in 1856 het eerste geslacht van diepzee-zeesterren, Brisinga, was vernoemd.

## Leefwijze
Alle soorten zijn filteraars die deeltjes uit het water opvangen en naar de mond brengen.

## Verspreiding en leefgebied
Er zijn zo'n dertig soorten beschreven, die allemaal voorkomen in de diepzee. Van sommige soorten is bekend dat ze meer dan zes kilometer onder de waterspiegel kunnen worden aangetroffen.

## Wetenschappelijke naamgeving
De wetenschappelijke naam van het geslacht werd voor het eerst voorgesteld door Edmond Perrier in 1885. Perrier plaatste drie soorten in zijn nieuwe geslacht: Freyella spinosa, F. sexradiata en F. edwardsii. In 1917 wees Walter Kenrick Fisher Freyella spinosa aan als de typesoort, met als reden dat het de eerste door Perrier genoemde soort was (een ongeldige want mechanische reden, volgens de ICZN). Freyella sexradiata werd in 1986 door Maureen Downey in het geslacht Freyastera geplaatst, en Freyella edwardsii (oorspronkelijk Brisinga edwardsii Perrier, 1882) verhuisde in dezelfde revisie naar het geslacht Colpaster, waarmee Freyella spinosa als enige van de drie oorspronkelijke soorten over was, en dus automatisch het type werd. Downey reduceerde in die revisie ook de namen Freyella spinosa, F. bracteata, F. aspera, F. abyssicola en F. laubieri tot synoniemen van Freyella elegans (Verrill, 1884).

## Soorten
- Freyella attenuata Sladen, 1889
- Freyella brevispina (H.L. Clark, 1920)
- Freyella dimorpha Sladen, 1889
- Freyella drygalskii Döderlein, 1927
- Freyella echinata Sladen, 1889
- Freyella elegans (Verrill, 1884)
  - = Freyella spinosa Perrier, 1885
- Freyella felleyra McKnight, 2006
- Freyella flabellispina Korovchinsky & Galkin, 1984
- Freyella formosa Korovchinsky, 1976
- Freyella fragilissima Sladen, 1889
- Freyella giardi Koehler, 1908
- Freyella heroina Sladen, 1889
- Freyella hexactis Baranova, 1957
- Freyella indica Koehler, 1909
- Freyella insignis Ludwig, 1905
- Freyella kurilokamchatica Korovchinsky, 1976
- Freyella loricata Korovchinsky & Galkin, 1984
- Freyella macropedicellaria Korovchinsky & Galkin, 1984
- Freyella microplax (Fisher, 1917)
- Freyella microspina Verrill, 1894
- Freyella mutabila Korovchinsky, 1976
- Freyella octoradiata (H.L. Clark, 1920)
- Freyella oligobrachia (H.L. Clark, 1920)
- Freyella pacifica Ludwig, 1905
- Freyella pennata Sladen, 1889
- Freyella propinqua Ludwig, 1905
- Freyella recta Koehler, 1907
- Freyella remex Sladen, 1889
- Freyella vitjazi Korovchinsky & Galkin, 1984